# ريكمانزوورث (محطة مترو أنفاق لندن)
ريكمانزوورث (بالإنجليزية: Rickmansworth)‏ هي إحدى محطات مترو أنفاق لندن. تقع على خط ميتروبوليتان أفتتحت في المنطقة (Zone) رقم A أفتتحت في 1 سبتمبر 1887.

## معرض صور

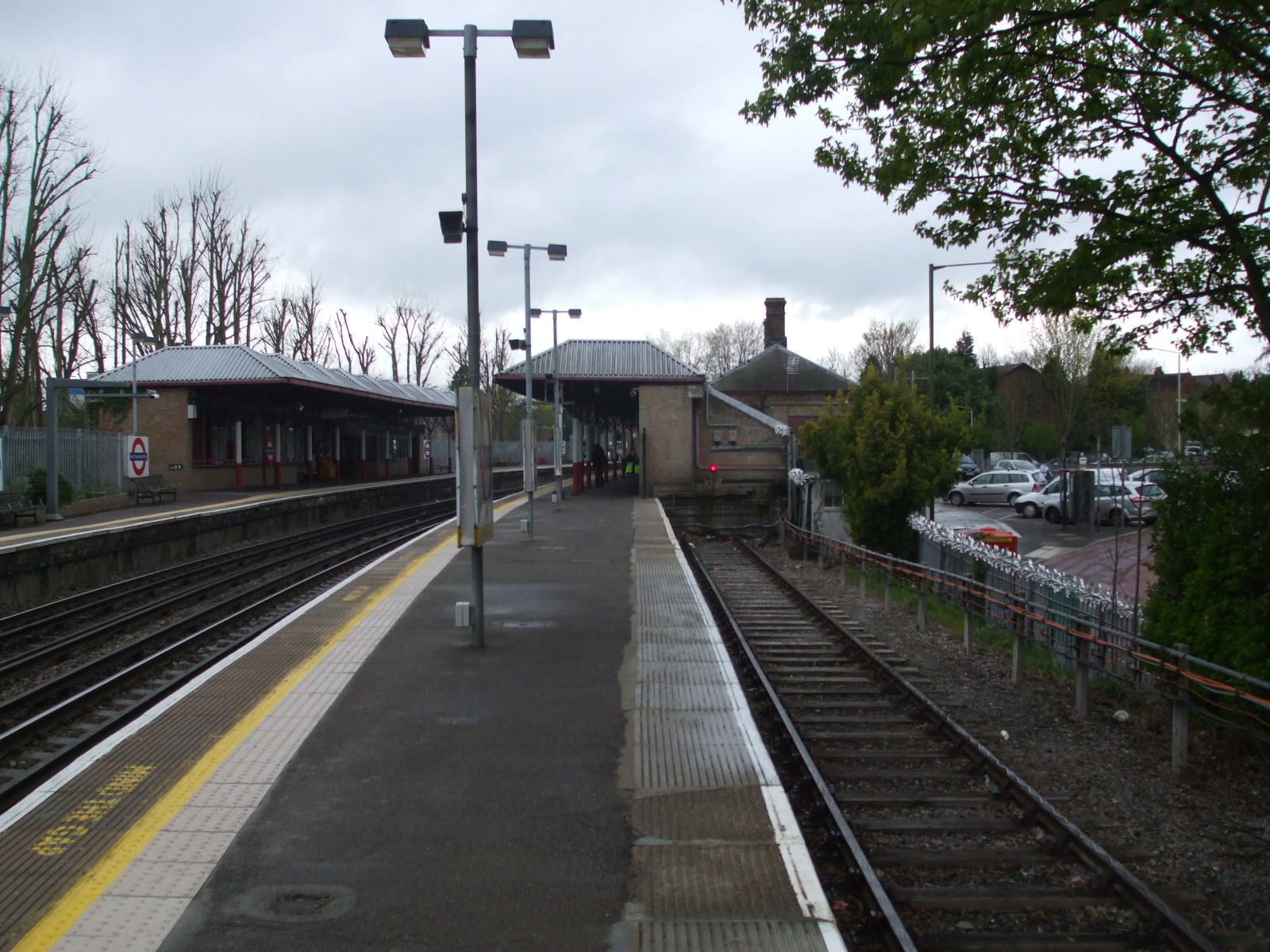
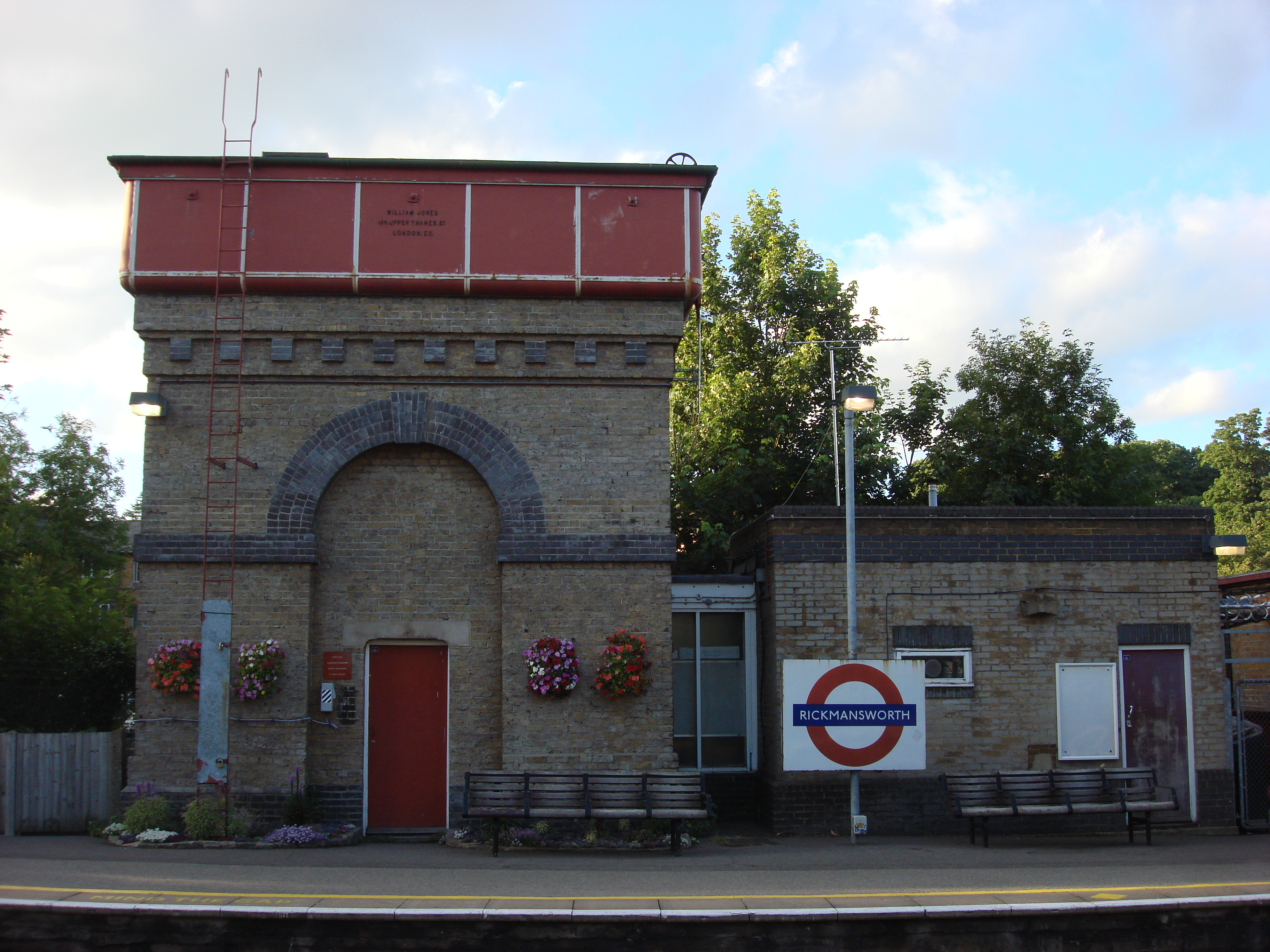
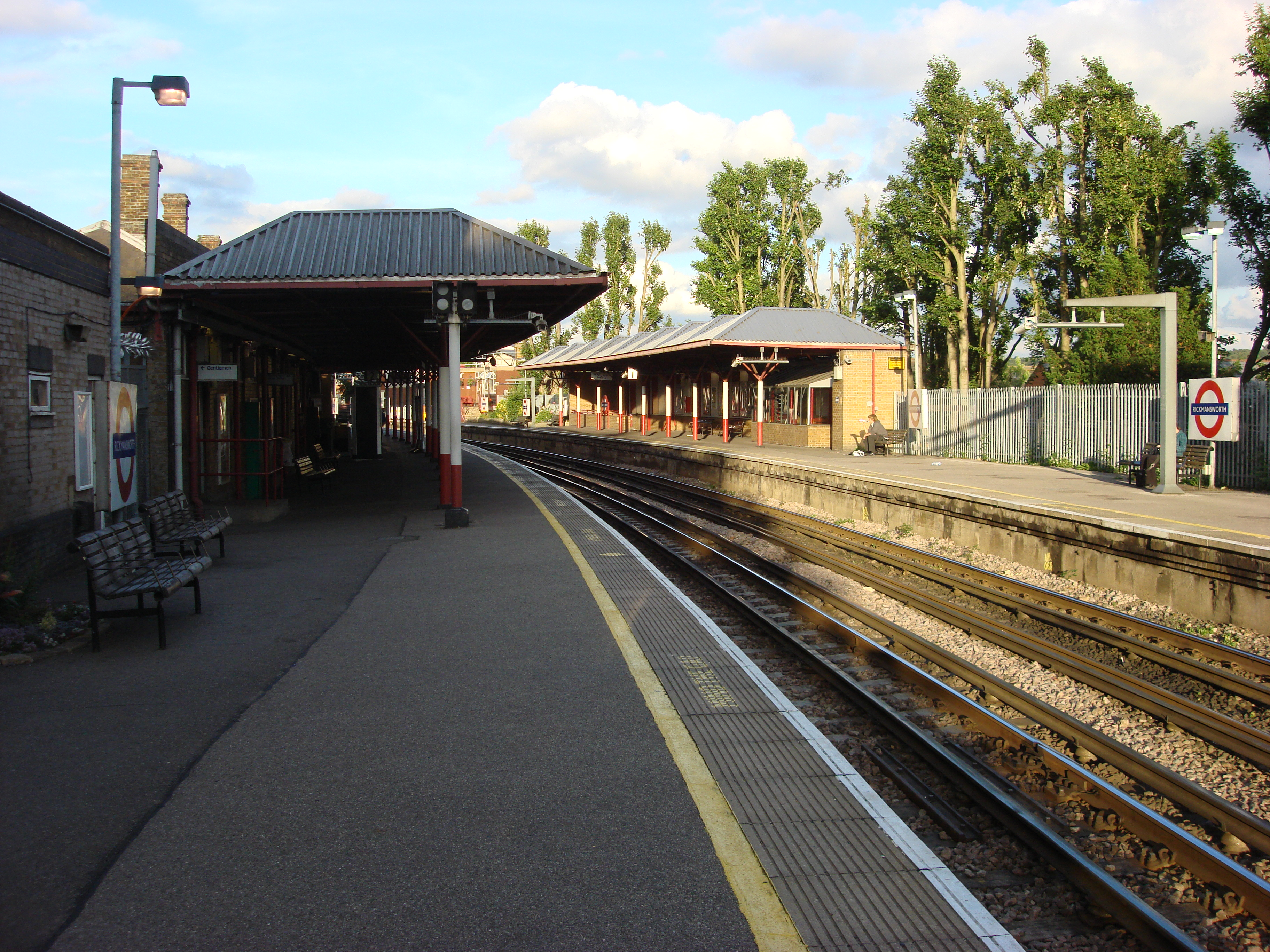
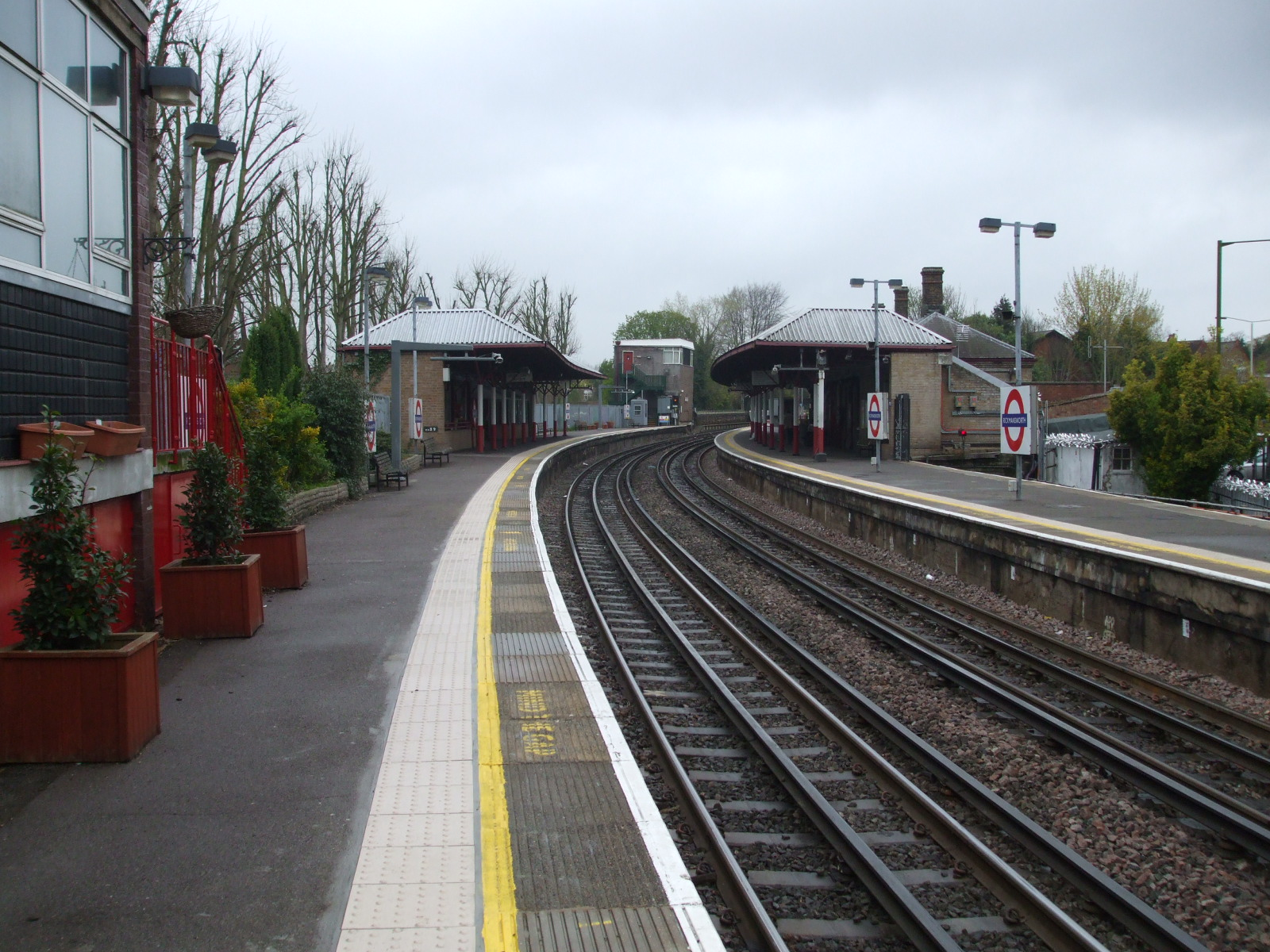